# Sabicea venezuelensis
Sabicea venezuelensis är en måreväxtart som beskrevs av Julian Alfred Steyermark. Sabicea venezuelensis ingår i släktet Sabicea och familjen måreväxter. Inga underarter finns listade i Catalogue of Life.